# Włodzimierz Cielecki
Włodzimierz Cielecki (2. října 1829 – 18. září 1882) byl rakouský šlechtic a politik polské národnosti z Haliče, v 60. letech 19. století poslanec rakouské Říšské rady.

## Biografie
Byl šlechtického původu. Podílel se na organizování lednového povstání v roce 1863 a na nákupu zbraní ve Vídni.
V 60. letech se s obnovou ústavního systému vlády zapojil i do vysoké politiky. V zemských volbách byl zvolen na Haličský zemský sněm, kde zastupoval kurii velkostatkářskou. Působil také coby poslanec Říšské rady (celostátního parlamentu Rakouského císařství), kam ho delegoval Haličský zemský sněm roku 1861 (Říšská rada tehdy ještě byla volena nepřímo, coby sbor delegátů zemských sněmů). 11. května 1861 složil slib. V době svého působení ve vídeňském parlamentu se uvádí jako rytíř Wladimir von Cielecki, statkář v obci Byčkivci (Buczkowce).